# 恩格爾伍德 (堪薩斯州)
恩格爾伍德（英語：Englewood）是一個位於美國堪薩斯州克拉克縣的城市。

## 地方資料
根據2020年美國人口普查的數據，恩格爾伍德的面積為2.92平方千米，當中陸地面積為2.92平方千米，而水域面積為0.00平方千米。當地共有人口58人，而人口密度為每平方千米19.86人。